# بور سوين
بور سوين هو سابع ملك لسلالة إيسن في العراق وهو من الأموريين ألذين سكنوا في جنوب العراق، بدأ حكمه في سنة 1831 ق م. حسب قائمة ملوك سومر حكم لمدة 20 سنة وإنتهى حكمه في سنة 1811 ق م. تميز عهده بزيادة أهمية مدينة إيسن الدينية في بلاد بابل بعد أن كانت الأهمية الدينية الأكبر في مدينتي أور و نيبور. وقد خلف الحكم من أور نينورتا وخلفه ليبيط إنليل.